# 本村玲奈
本村 玲奈（もとむら れな、10月10日 - ）は、日本の女性声優。大阪府出身。アクロスエンタテインメント所属。

## 来歴
小さい頃、内気な性格で自分が考えていることを相手に伝えるのが難しかった。声優を目指す最初のきっかけは、読んでいたある漫画で「演じる」ことの魅力に興味を持った。当初は芝居に興味を持ち、まず「役者になりたい」と思った。その後中学時代に友人の影響でアニメを見るようになり、声優の芝居に感銘を受けて、「声だけでこんなに心が動くものなんだ!」 と思ったのが「声優になりたい!」と心が動いた瞬間だった。
しかし、両親は本村が声優になることを心配して猛反対しており、そこで、高校では演劇部に所属していた。高校三年次に大阪府代表校として近畿高等学校総合文化祭に出場し、その頃に事務所から声をかけられたという。当時は実績を積んだつもりで両親に「3年間頑張ったよ」と伝えてもダメで、「これだけ自分がやっても納得してくれないのか……」と大きな挫折を味わった。高校時代、部活が休みの日などは声優の専門学校のオープンキャンパスによく行っていた。声優の専門学校や養成所に行く時間もお金もなかったため、そこでマイクワークやマイクの前での芝居を見て、「こうやるのかな？」って声優演技の技術を学ぼうとしていた。その後、通っていたオープンキャンパスの1つだったコンテストの「アテレコ甲子園」で優勝。その時の審査員がのちに所属することになるアクロスエンタテインメントの先輩の花江夏樹だった。事務所に声をかけられた後、両親は納得していた。2025年のインタビューによると、本村が載っている雑誌を買って読んでいたり、一番近くで応援して支えているという。卒業後は京都芸術大学芸術学部舞台芸術学科に進学した。
2025年7月5日、咽頭炎と診断されたことを発表し、イベントでの歌唱は当面行わないことを明らかにした。

## 人物
趣味は絵を描くこと、脚本、音楽鑑賞。特技としては5年間の経験があるクラシックバレエと、3年間の経験がある極真空手を挙げている。

## 出演
太字はメインキャラクター。

### テレビアニメ
2020年
- ふしぎ駄菓子屋 銭天堂（2020年 - 2021年、児童、同級生）

2022年
- 遊☆戯☆王ゴーラッシュ!!（2022年 - 2025年、女性、店員、モブ子、女性店員）

2023年
- 山田くんとLv999の恋をする（女子生徒）

2024年
- ブルーアーカイブ The Animation（ヘルメット団）
- 黒執事 -寄宿学校編-（ブルーアー家姉妹）
- 花野井くんと恋の病（女子生徒、女の子）
- 村井の恋（女子生徒）
- Re:ゼロから始める異世界生活 3rd season（2024年 - 2025年、フレド） - 2シリーズ
- 2.5次元の誘惑（コスプレイヤーB）
- ぷにるはかわいいスライム（生徒）

2025年
- 黒岩メダカに私の可愛いが通じない（部員B）
- ハニーレモンソーダ（女子生徒）
- 前橋ウィッチーズ（北原キョウカ）
- 日々は過ぎれど飯うまし（店員）
- スライム倒して300年、知らないうちにレベルMAXになってました ～そのに～（悪霊B）
- ずたぼろ令嬢は姉の元婚約者に溺愛される（マリー）
- 薫る花は凛と咲く（桔梗生徒）
- 帝乃三姉妹は案外、チョロい。（祭り客）
- 公女殿下の家庭教師（生徒A）

### 劇場アニメ
- 漁港の肉子ちゃん（金本、2021年[2]）

### ゲーム
- セガNET麻雀 MJ（ナガシマンガン、2023年[35]）

### ボイスコミック
- SIX-推しと私のディスタンス-（山田実真、2023年[2]）

### CM
- 「三幸製菓」ブレイクスルー あきらめない篇[2]

## ディスコグラフィ

### キャラクターソング
| 発売日        | 商品名 | 歌                       | 楽曲 | 備考                                               |
| ------------- | --- | ------------------------ | --- | -------------------------------------------------- |
| 2024年9月28日 | TVアニメ『前橋ウィッチーズ』オープニングテーマ プレデビューSG「スゴすぎ前橋ウィッチーズ！」                                      | 前橋ウィッチーズ         | 「スゴすぎ前橋ウィッチーズ！」 | テレビアニメ『前橋ウィッチーズ』オープニングテーマ |
| 2024年9月28日 | TVアニメ『前橋ウィッチーズ』オープニングテーマ プレデビューSG「スゴすぎ前橋ウィッチーズ！」                                      | 前橋ウィッチーズ         | 「うちらの花屋は黙ってない！」 | テレビアニメ『前橋ウィッチーズ』関連曲             |
| 2024年12月1日 | TVアニメ『前橋ウィッチーズ』エンディングテーマ プレデビューSG2「それぞれのドア」                                                 | 前橋ウィッチーズ         | 「それぞれのドア」 | テレビアニメ『前橋ウィッチーズ』エンディングテーマ |
| 2024年12月1日 | TVアニメ『前橋ウィッチーズ』エンディングテーマ プレデビューSG2「それぞれのドア」                                                 | 前橋ウィッチーズ         | 「1,2,3, Magic！」 | テレビアニメ『前橋ウィッチーズ』関連曲             |
| 2025年5月28日 | TVアニメ『前橋ウィッチーズ』オープニングテーマ / エンディングテーマ「スゴすぎ前橋ウィッチーズ！ / それぞれのドア」オープニング盤 | 前橋ウィッチーズ         | 「絢爛SHOWTIME！！」 | テレビアニメ『前橋ウィッチーズ』関連曲             |
| 2025年5月28日 | TVアニメ『前橋ウィッチーズ』オープニングテーマ / エンディングテーマ「スゴすぎ前橋ウィッチーズ！ / それぞれのドア」エンディング盤 | 前橋ウィッチーズ         | 「MAKASETENE」 | テレビアニメ『前橋ウィッチーズ』関連曲             |
| 2025年7月26日 | それぞれのウィッチーズ - キョウカ -                                                                                              | 北原キョウカ（本村玲奈） | 「スゴすぎ前橋ウィッチーズ！（キョウカ Solo Ver.）」 「うちらの花屋は黙ってない（キョウカ Solo Ver.）」 「1,2,3 Magic！（キョウカ Solo Ver.）」 「それぞれのドア（キョウカ Solo Ver.）」 | テレビアニメ『前橋ウィッチーズ』関連曲             |
| 2025年7月30日 | TVアニメ『前橋ウィッチーズ』1stアルバム「アゲラタム」                                                                            | 前橋ウィッチーズ         | 「夢よ、咲け！」 「シャボン・テンション！」 「You Are My World」 「無敵☆PAYAPAYA」 「Meteor Shower」                                                                                     | テレビアニメ『前橋ウィッチーズ』挿入歌             |
| 2025年7月30日 | TVアニメ『前橋ウィッチーズ』1stアルバム「アゲラタム」                                                                            | 前橋ウィッチーズ         | 「ドリーミードリーミーフラワー」 「GAPPO ＆ GAPPO (feat.ケロッペ)」 「推せる想いをぶつけちゃお？☆」 「花たちはどんな夢を見る」                                                           | テレビアニメ『前橋ウィッチーズ』関連曲             |
| 2025年8月27日 | 前橋ウィッチーズ Blu-ray 4（特装限定版） 特典CD                                                                                  | 北原キョウカ（本村玲奈） | 「あゝ赤城山」 | テレビアニメ『前橋ウィッチーズ』関連曲             |

### シリーズ一覧
1. ↑  『襲撃編』（2024年）、『反撃編』（2025年）

### ユニットメンバー
1. 1 2  赤城ユイナ（春日さくら）、新里アズ（咲川ひなの）、北原キョウカ（本村玲奈）、三俣チョコ（三波春香）、上泉マイ（百瀬帆南）